# Синицький Леонтій Данилович
Лео́нтій Дани́лович Сини́цький (рос. Леонтий Данилович Синицкий; * 4 березня 1864, Кам'янець-Подільський — † 1933) — російський географ, педагог. Відомий працями в галузі теорії та історії педагогіки, університетськими курсами загального землезнавства й антропогеографії. Видав до 20 підручників із географії — як загальної, так і економічної.

## Біографія
Син Данила Синицького, брат Євгена Синицького, дідусь Воїнственського Михайла Анатолійовича.
Закінчивши із золотою медаллю Першу київську гімназію, Леонтій Синицький вступив на природничо-історичне відділення фізико-математичного факультету Київського університету. Звідки його виключили з другого курсу «за участь у студентських заворушеннях». Восени того ж року Синицький вступив на другий курс фізико-математичного факультету Новоросійського університету в Одесі. Через два роки він закінчив його із званням кандидата природничих наук.
Склавши при Київському університеті особливий іспит на звання вчителя історії та географії, Синицький здобув право викладати у гімназії. Після цього він п'ять років працював учителем жіночої гімназії у Києві. Одночасно вів нелегальну революційну діяльність, внаслідок чого зазнавав неодноразових обшуків.
У 1890-х роках Синицький розпочав літературну діяльність. Стали з'являтися його статті в «Киевской старовине» («Малоросія з розповідей мандрівників кінця минулого і початку нинішнього сторіччя»), «Русской мысли» («Погляди Шеффле на суспільство»).
1895 року Синицький переїхав до Москви. Там він працював викладачем у комерційному училищі Вяземської. Жваво цікавлячись наукою, Леонтій Данилович як вільний слухач відвідував лекції Дмитра Анучина з географії, етнографії та антропогеографії, Олексія Павлова — з геології.
1906 року Синицький поїхав за кордон і там близько двох років працював над першоджерелами в бібліотеках Берліна, Відня, Парижа й Лондона, слухав лекції професорів, серед яких були Отто Шрадер, Марве, Констан.
Перебування за кордоном стимулювало літературну діяльність Синицького. Його статті педагогічного, а деколи соціологічного змісту вміщує журнал «Вестник воспитания». У цих статтях Синицький ознайомлював російських читачів із постановкою шкільної справи та педагогічними напрямками в різних країнах Західної Європи (Німеччина, Австрія, Угорщина, Англія, Франція, Італія), з педагогічними ідеями великих педагогів і письменників не тільки зарубіжних (Песталоцці, Фребель, Шекспір, Гете, Діккенс і інші), але і російських (Костянтин Ушинський, Лев Толстой, Антон Чехов, Володимир Короленко, Микола Некрасов, Олександр Островський та інші).
Усього у «Вестнике воспитания» Синицький опублікував до сотні статей (за підписами Л. Синицький, а також Л. Д. С. і Л. Сєдов).
Від 1908 року Леонтій Данилович читав лекції з економічної географії та історії педагогіки в Комерційному інституті (згодом Інститут народного господарства імені Плеханова) в Москві, де і отримав професуру. Проте Синицький не поривав із середньою школою: у 1909—1929 роках на запрошення колективу викладачів він працював директором чоловічого та жіночого комерційних училищ. На цій роботі Синицький уповні виявив притаманний йому педагогічний та організаторський талант. Він став центром і душею колективу вчителів, батьків та учнів, які на все життя зберегли про нього найкращі спогади.
Від 1920 року Синицький два роки працював у Московському відділі народної освіти завідувачем шкільного підвідділу підготовки вчителів і завідувачем науково-методичного бюро, потім — в 1-му Московському університеті, де читав лекції з економічної географії, а від 1925 року — в 2-му Московському університеті (згодом Державний педагогічний інститут імені В. І. Леніна) на кафедрі географії.
1930 року Синицький вийшов на пенсію і останні роки життя присвятив укладанню низки підручників з географії — загальної, фізичної та особливо економічної. Підручники Синицького мали значний успіх, їх неодноразово перевидавали.
Діти: дочка Ніна (1892-1953) та син Євген (1895-?).